# 1705

## أحداث
- تأسيس مدينة إيريذيا وتقع حاليا في كوستاريكا.
- 10 يوليو: تأسيس مدينة بندامونهانغابا وتقع حاليا في البرازيل.

الحسين بن على حكم بين عامي 1705-1745 كان أول من حمل لقب "باى"، أثناء الفترة الحسينية تمتعت تونس بقدر من الاستقلال بسبب السلالة الحسينية في تونس تحت الحكم واستمرت أعمال القرصنة تحت الحكم وتحقق الكثير من الازدهار والرخاء الاقتصادي الثامن عشر الميلاديين كان عدد الحسيني وفي نهاية القرن السابع عشر وبداية القرن تدفع جزية سنوية إلى الحكومة كبير من الدول الأوروبية التي تقوم بتجارة ملاحية التونسية لتأمين مرور سفنها في البحر المتوسط.

## مواليد
- كريم خان زند